# Местные выборы на Украине (1998)
Местные выборы в Украине 1998 года — выборы депутатов местных советов и сельских, поселковых, городских глав Украины и депутатов Верховной Рады Автономной Республики Крым, состоявшиеся 29 марта 1998 года. Проходили одновременно с выборами в Верховную Раду Украины. Согласно украинскому законодательству, являются выборами ІІІ созыва представительных органов местного самоуправления в Украине. Явка избирателей составила 69,63 %.
Первые местные выборы в Украине, дата проведения которых определена в Переходных положениях Конституции Украины, где указано о полномочиях действующих депутатов и председателей местных советов — до избрания нового состава этих советов на очередных местных выборах в марте 1998 года.
Выборы проходили по законам Украины № 14/98-ВР «О выборах депутатов местных советов и сельских, поселковых, городских глав», принятом Верховной Радой 14 января 1998 года, и «О выборах депутатов Верховной Рады Автономной Республики Крым», принятом 12 февраля 1998 года. Законом предусматривалось избрание депутатов сельских, поселковых, городских, районных в городах, районных, областных советов и сельских, поселковых, городских глав по мажоритарной избирательной системе относительного большинства, на основе всеобщего, свободного, прямого избирательного права, путем тайного голосования, сроком на четыре года. Право выдвижения кандидатов в депутаты и на должности глав имели граждане Украины с правом голоса. Реализовывали его путём самовыдвижения, на собрании избирателей по месту жительства, работы, учёбы, через местные ячейки политических партий и общественные организации.
Закон содержал ряд особенностей избрания депутатов советов разных уровней и глав населённых пунктов. В частности, депутатов сельских, поселковых, городских и районных в городах советов избирали в одномандатных избирательных округах, на которые делилась вся территория соответствующей территориальной единицы, а депутатов районных и областных советов — в многомандатных избирательных округах, границы которых совпадают с границами административно-территориальных единиц, входящих в их состав. Городских, поселковых и сельских глав избирали в едином одномандатном избирательном округе, границы которого совпадали с границами соответствующего населённого пункта.